# 주도
주도(州都)는 주의 대표 도시를 뜻한다. 수도와는 전혀 다른 이름이다.
미국과 캐나다와 같은 연방제 국가들은 주도가 있다. 대한민국의 도청소재지와 같은 뜻이다.